# ガーデンパーク和歌山

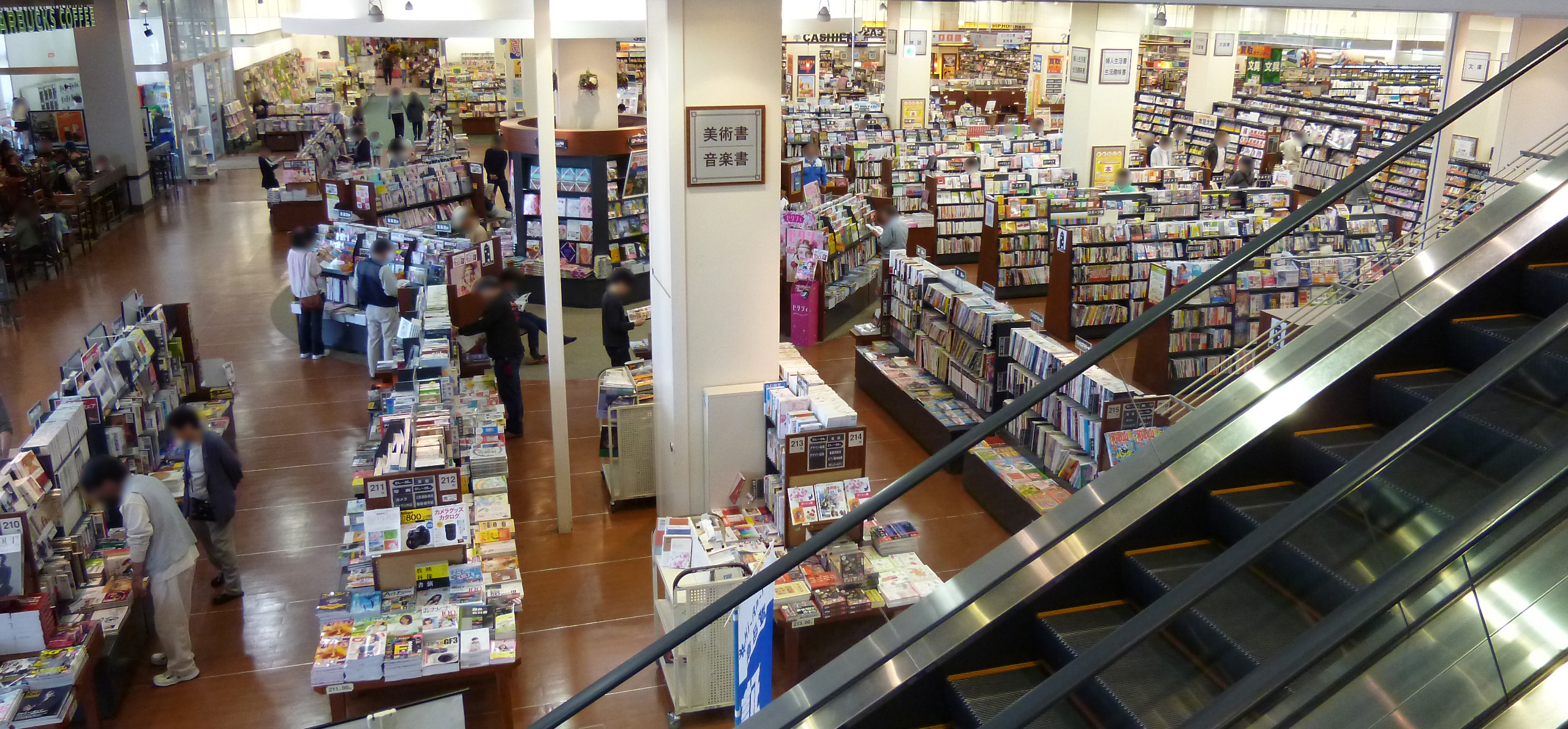
県内最大級の大型書店

ガーデンパーク和歌山 (ガーデンパークわかやま) は、和歌山県和歌山市松江にあるショッピングセンターである。

## 概要
住友金属工業和歌山製鉄所グラウンド（住友球場）跡地に建築。2004年12月開業。2006年の大規模増築工事で新たに14店舗が加わった。中央の広場などで、イベント、ライブを開催することがある。

## テナント
主に1階にはスーパーマーケットの「メッサオークワ」をはじめ、書店や無印良品などの大型テナントが、2階にはアミューズメントやジストシネマ、その他小型なテナントなどの専門店が入っている。
2階は和歌山県初のシネマコンプレックスジストシネマ和歌山がある。

### 1F
- メッサオークワ 食品、海外輸入品、高級食品などがある。
- TSUTAYA WAY - 本/CD/DVDなどの販売、レンタル。
- スターバックスコーヒー
- 無印良品
- スイートガーデン
- マミークリーニング
- サーティワンアイスクリーム
- モバイラーズステーション
- オードラッグ
- 紀陽銀行/和歌山銀行 - ATM

### 2F
- サイゼリヤ
- のらや
- かつ喜
- 鶴橋風月
- にこぱ
- ビジョンメガネ
- SEKINE
- BANKAN - 呉服店。
- 日本旅行
- 英会話教室AEON
- ウィズヘアー - 美容室。

### 敷地内
- #ワークマン女子